# Snare River (Russell Lake)
Der Snare River ist ein etwa 400 km langer Fluss im Einzugsgebiet des Großen Sklavensees in den kanadischen Nordwest-Territorien.

## Verlauf
Der Snare River entspringt nordwestlich des Jolly Lake – 200 km nordnordöstlich von Yellowknife. Er fließt anfangs in nordwestlicher Richtung zum Winter Lake. Dort wendet er sich nach Westen und durchfließt die beiden langgestreckten Seen Roundrock Lake und Snare Lake. Der Snare River fließt weiter zum westlich gelegenen Indin Lake. Dort fließt ihm der Indin River zu. Er setzt seinen Kurs nun nach Südwesten fort. Der Ghost River mündet linksseitig in den Snare River. Nach Durchfließen der Seen Kwejinne Lake, Bigspruce Lake, Strutt Lake und Slemon Lake mündet der Fluss in das nördliche Ende des Russell Lake, welcher über den Russell Channel, Marian Lake und Frank Channel zum Großen Sklavensee abfließt. Sein Einzugsgebiet umfasst mehr als 15.500 km². Der mittlere Abfluss am Pegel Bigspruce Lake beträgt 49 m³/s. 

## Wasserkraftwerke
Am Flusslauf des Snare River betreibt die Northwest Territories Power Corporation mehrere Wasserkraftwerke (Snare Cascades, Snare Falls, Snare Forks und Snare Rapids) mit einer installierten Leistung von 30,35 MW.